# Udham Singh
Udham Singh (Sansarpur, Imperi Britànic 1923 - íd., Índia 2000) fou un jugador d'hoquei sobre herba indi, guanyador de quatre medalles olímpiques.

## Biografia
Va néixer el 4 d'agost de 1923 a la ciutat de Sansarpur, població situada a l'actual província de Jalandhar, que actualment forma part de l'Índia però que en aquells moments formava part de l'Imperi Britànic. Va morir el 23 de març de 2000 a la seva residència de Sansarpur.

## Carrera esportiva
Va participar, als 23 anys, en els Jocs Olímpics d'Estiu de 1952 realitzats a Hèlsinki (Finlàndia), on va aconseguir guanyar la medalla d'or en la prova masculina d'hoquei herba, un metall que aconseguí revalidar en els Jocs Olímpics d'Estiu de 1956 realitzats a Melbourne (Austràlia). En els Jocs Olímpics d'Estiu de 1960 realitzats a Roma (Itàlia) aconseguí guanyar la medalla de plata, perdent la final davant l'equip pakistaní. En els Jocs Olímpics d'Estiu de 1964 realitzats a Tòquio (Japó) aconseguí guanyar una nova medalla d'or, convertint-se així juntament amb Leslie Claudius en el jugador d'hoquei sobre herba més guardonat dels Jocs Olímpics.